# Pseudomys
Pseudomys é um gênero de roedores da família Muridae.

## Espécies
- Pseudomys albocinereus (Gould, 1845)
- Pseudomys apodemoides Finlayson, 1932
- Pseudomys auritus Thomas, 1910
- Pseudomys australis J. E. Gray, 1832
- Pseudomys bolami Troughton, 1932
- Pseudomys calabyi Kitchener & Humphreys, 1987
- Pseudomys chapmani Kitchener, 1980
- Pseudomys delicatulus (Gould, 1842)
- Pseudomys desertor Troughton, 1932
- Pseudomys fieldi (Waite, 1896)
- Pseudomys fumeus Brazenor, 1934
- Pseudomys fuscus Thomas, 1882
- Pseudomys glaucus Thomas, 1910
- †Pseudomys gouldii (Waterhouse, 1839)
- Pseudomys gracilicaudatus (Gould, 1845)
- Pseudomys hermannsburgensis (Waite, 1896)
- Pseudomys higginsi (Trouessart, 1897)
- Pseudomys johnsoni Kitchener, 1985
- Pseudomys laborifex Kitchener & Humphreys, 1987
- Pseudomys nanus (Gould, 1858)
- Pseudomys novaehollandiae (Waterhouse, 1843)
- Pseudomys occidentalis Tate, 1951
- Pseudomys oralis Thomas, 1921
- Pseudomys patrius (Thomas & Dollman, 1909)
- Pseudomys pilligaensis Fox & Briscoe, 1980
- Pseudomys shortridgei (Thomas, 1907)